# 徐国琼
徐国琼（1929年—），字子光，号孙山逸夫，笔名王京，男，汉族，云南临沧（一作昌宁）人，中国民间文学研究家，曾任中国民间文艺研究会理事。著有《〈格萨尔〉史诗求索》。